# Tephrosia miranda
Tephrosia miranda är en ärtväxtart som beskrevs av Richard Kenneth Brummitt. Tephrosia miranda ingår i släktet Tephrosia och familjen ärtväxter. Inga underarter finns listade i Catalogue of Life.